# Leiotheca
Leiotheca là một chi rêu trong họ Orthotrichaceae.